# Felice Vischioni
Felice Vischioni (Desenzano del Garda, 17 aprile 1898 – 8 novembre 1992) è stato un politico italiano.
Iscritto al Partito Socialista, di professione ferroviere, il 25 giugno 1946 viene eletto come rappresentante alla Costituente.
Fu combattente nella guerra civile spagnola in difesa della Repubblica.